# États associés des Indes occidentales
Les États associés des Indes occidentales (ou des Antilles ; en anglais West Indies Associated States) étaient les îles des Caraïbes orientales dont le statut est passé de colonies britanniques à États en libre association avec le Royaume-Uni en 1967. Ces États étaient Antigua, la Dominique, la Grenade, Saint-Christophe-Niévès-Anguilla, Sainte-Lucie et Saint-Vincent.
L'association entre ces six territoires et le Royaume-Uni a été créée par la loi sur les Indes occidentales de 1967 (West Indies Act 1967 (c. 4)). En vertu de cette loi, chaque État avait un contrôle total sur sa constitution (et donc sur son autonomie interne), tandis que le Royaume-Uni conservait la responsabilité des affaires étrangères et de la défense. Le monarque britannique restait chef de l'État, mais le gouverneur n'avait désormais que des pouvoirs constitutionnels et était souvent un citoyen local. Beaucoup ont décidé de changer leur drapeau, passant de versions modifiées du Blue Ensign à des designs uniques, trois d'entre eux — Saint-Vincent, Saint-Christophe-Niévès-Anguilla et Grenade — adoptant des drapeaux bleu, vert et jaune,,,.
Pendant la période de libre association, tous les États ont participé au Conseil des ministres des États associés des Indes occidentales, au Marché commun des Caraïbes orientales (en) et à l'Association de libre-échange des Caraïbes (CARIFTA) (maintenant remplacé par la Communauté caribéenne). La coopération entre les États des Caraïbes orientales s'est poursuivie après que les États associés des Antilles ont chacun obtenu leur indépendance séparément, sous la forme de l'Organisation des États de la Caraïbe orientale (l'organisation qui lui a succédé).
| État associé                     | Début de l'association | Cessation de l'association |
| -------------------------------- | ---------------------- | -------------------------- |
| Antigua                          | 27 février 1967        | 1er novembre 1981          |
| Dominique                        | 1er mars 1967          | 3 novembre 1978            |
| Grenade                          | 3 mars 1967            | 7 février 1974             |
| Saint-Christophe-Niévès-Anguilla | 27 février 1967        | 19 septembre 1983*         |
| Sainte-Lucie                     | 1er mars 1967          | 22 février 1979            |
| Saint-Vincent                    | 27 octobre 1969        | 27 octobre 1979            |

*Anguilla a officiellement quitté l'Union de Saint-Christophe-Niévès-Anguilla le 29 octobre 1980 et est restée un territoire britannique, laissant Saint-Christophe-et-Niévès obtenir un statut pleinement responsable au sein du Commonwealth britannique.
Au fil du temps, les États associés sont devenus totalement indépendants, le premier étant la Grenade en 1974. Viennent ensuite la Dominique en 1978, Sainte-Lucie et Saint-Vincent en 1979, Antigua-et-Barbuda en 1981 et Saint-Christophe-et-Niévès en 1983.
Les mouvements vers l'indépendance n'ont pas toujours été fluides, avec des mouvements/campagnes séparatistes se produisant à Barbuda, Niévès et Anguilla. À Anguilla, cela a abouti à la sécession d'Anguilla de Saint-Christophe-Niévès-Anguilla en 1969 et à son retour à la domination britannique en tant que colonie distincte. Au cours des années 1970, le conseil local de Niévès souhaita suivre l'exemple d'Anguilla, plutôt que de devenir indépendant de Saint-Christophe ; cependant, le Royaume-Uni s'opposa à ce que Niévès devînt une colonie distincte et finalement la fédération de Saint-Christophe-et-Niévès est devenue indépendante en 1983. À Barbuda, une campagne a été menée pour une indépendance séparée d'Antigua, mais elle n'a pas abouti. Tous les anciens États associés ont conservé la monarchie britannique et sont devenus des royaumes du Commonwealth, à l'exception de la Dominique à partir de 1978. Tous les anciens États associés ont également conservé le Comité judiciaire du Conseil privé comme plus haute cour d'appel, à l'exception de la Dominique, qui l'a aboli en tant que cour d'appel finale en 2015 grâce à un amendement constitutionnel.
De toutes ces îles qui étaient autrefois des États associés, toutes sont désormais indépendantes, à l'exception d'Anguilla (à l'époque partie de Saint-Christophe-Niévès-Anguilla), qui est toujours un territoire britannique d'outre-mer.